# Karl Bär (polityk)

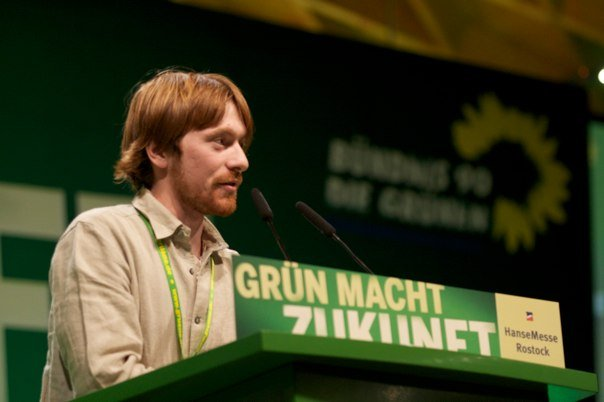
Karl Bär, 2009

Karl Bär (ur. 13 marca 1985 w Tegernsee) – niemiecki polityk, od 2021 roku jest posłem do Bundestagu z ramienia partii Zielonych. Jest członkiem parlamentarnej komisji do spraw żywności i rolnictwa.